# كوزموغرافيا رافينا
جمعت كوزموغرافيا رافينا من قبل رجل دين غير معروف في رافينا حوالي 700 م. تضم قائمة بأسماء أماكن تغطي العالم من الهند إلى إيرلندا. تشير الأدلة النصية إلى أن الكاتب كثيرًا ما استخدم الخرائط مصدرًا له.